# Cessna 188
Le Cessna 188 est un avion de travail agricole conçu et réalisé aux États-Unis entre les années 60 et les années 80. Sa production en série s'est arrêtée en 1983.
Cet avion a inspiré le personnage de Dusty dans le film Planes, de Disney en 2013.